# Greg Upchurch
Greg Upchurch (ur. 1 grudnia 1971) - perkusista zespołu rockowego 3 Doors Down, wcześniej należał do składu zespołu Puddle Of Mudd.